# Grebenska Klisura
Grebenska Klisura är en ravin i Bosnien och Hercegovina.   Den ligger i entiteten Republika Srpska, i den centrala delen av landet, 130 km nordväst om huvudstaden Sarajevo. Grebenska Klisura ligger 224 meter över havet.
Terrängen runt Grebenska Klisura är huvudsakligen kuperad, men åt sydost är den bergig. Grebenska Klisura ligger nere i en dal som går i nord-sydlig riktning. Närmaste större samhälle är Mrkonjić Grad, 18,3 km söder om Grebenska Klisura.
I omgivningarna runt Grebenska Klisura växer i huvudsak lövfällande lövskog. Runt Grebenska Klisura är det ganska tätbefolkat, med 67 invånare per kvadratkilometer.